# Nate Parker
Nate Parker (Norfolk (Virginia), 18 november 1979) is een Amerikaans acteur, scenarioschrijver, filmproducent en filmregisseur.

## Biografie
Nate Parker werd geboren in Norfolk, Virginia als zoon van een ongehuwde zeventienjarige moeder. Parker begon met worstelen op de Princess Anne High School. In 2003 studeerde hij af in Oklahoma en begon te werken als computerprogrammeur. Toen hij zijn vriendin, een model, begeleidde naar een conventie in Dallas, Texas, werd hij opgemerkt en gevraagd of hij interesse had in acteur- en modellenwerk. Vanaf 2004 speelde hij enkele kleine rollen in films en televisieseries vooraleer de hoofdrol te spelen in Rome & Jewel, de hip-hopmusicalversie van  Romeo en Julia. Na het schrijven en regisseren van enkele kortfilms in 2011 en 2014, regisseerde, produceerde en schreef hij zijn eerste langspeelfilm in 2016, The Birth of a Nation, over het leven van Nat Turner, waarin hij zelf de hoofdrol speelt.
Parker is sinds 2007 getrouwd met Sarah De Santo en ze hebben drie kinderen.

## Filmografie

### Acteur
- Cruel World (2005) : Techno
- Dirty (2005) : Duster
- Rome & Jewel (2006) : Rome
- Pride (2007) : Hakim
- The Great Debaters (2007) : Henry Lowe
- Felon (2008) :  Officer Collins
- Tunnel Rats (2008) : Private Jim Lidford
- The Secret Life of Bees (2008) : Neil
- Blood Done Sign My Name (2010) : Ben Chavis
- Arbitrage (2012) : Jimmy Grant
- Red Hook Summer (2012) : Box
- Red Tails (2012) :  Capt. Martin "Easy" Julian
- Ain't Them Bodies Saints (2013) : Sweetie
- About Alex (2014) : Ben
- Beyond The Lights (2014) : Kaz Nicol
- Every Secret Thing (2014)
- Non-Stop (2014) : Zack White
- The Birth of a Nation (2016) : Nat Turner

### Regisseur
- J.A.W. (kortfilm, 2011)
- #AmeriCan (kortfilm, 2014)
- The Birth of a Nation (2016)

### Televisie
- Cold Case (2004, seizoen 1, aflevering 22)
- Kurtlar vadisi (2005, seizoen 4, aflevering 96 & 97)
- The Unit (2006, seizoen 2, aflevering 11)